# براي (باركشير)
براي (بالإنجليزية: Bray, Berkshire)‏ هي قرية وأبرشية مدنية تقع في المملكة المتحدة في باركشير. يقدر عدد سكانها بـ 4,646 نسمة .

## أعلام
- سيلفيا أندرسون
- بنتي أيريكالا
- هنري نوريس